# Gare de Yokkaichi
La gare de Yokkaichi (四日市駅, Yokkaichi-eki) est une gare ferroviaire de la ville de Yokkaichi, dans la préfecture de Mie au Japon. Elle est exploitée par la JR Central. La gare est également le terminus des trains de la compagnie Ise Railway.

## Situation ferroviaire
La gare de Yokkaichi est située au point kilométrique (PK) 37,2 de la ligne principale Kansai.

## Histoire
La gare a été inaugurée le 25 décembre 1890.

## Services aux voyageurs

### Accès et accueil
La gare dispose d'un bâtiment voyageurs, avec guichet, ouvert tous les jours.

### Desserte

#### JR Central
- Ligne principale Kansai :
  - voie 1 : direction Tsu (par la ligne Ise), Matsusaka, Iseshi, Shingū et Kii-Katsuura
  - voies 1 et 2 : direction Kameyama et Nagoya

#### Ise Railway
- Ligne Ise :
  - voie 3 : direction Tsu